# Fruià

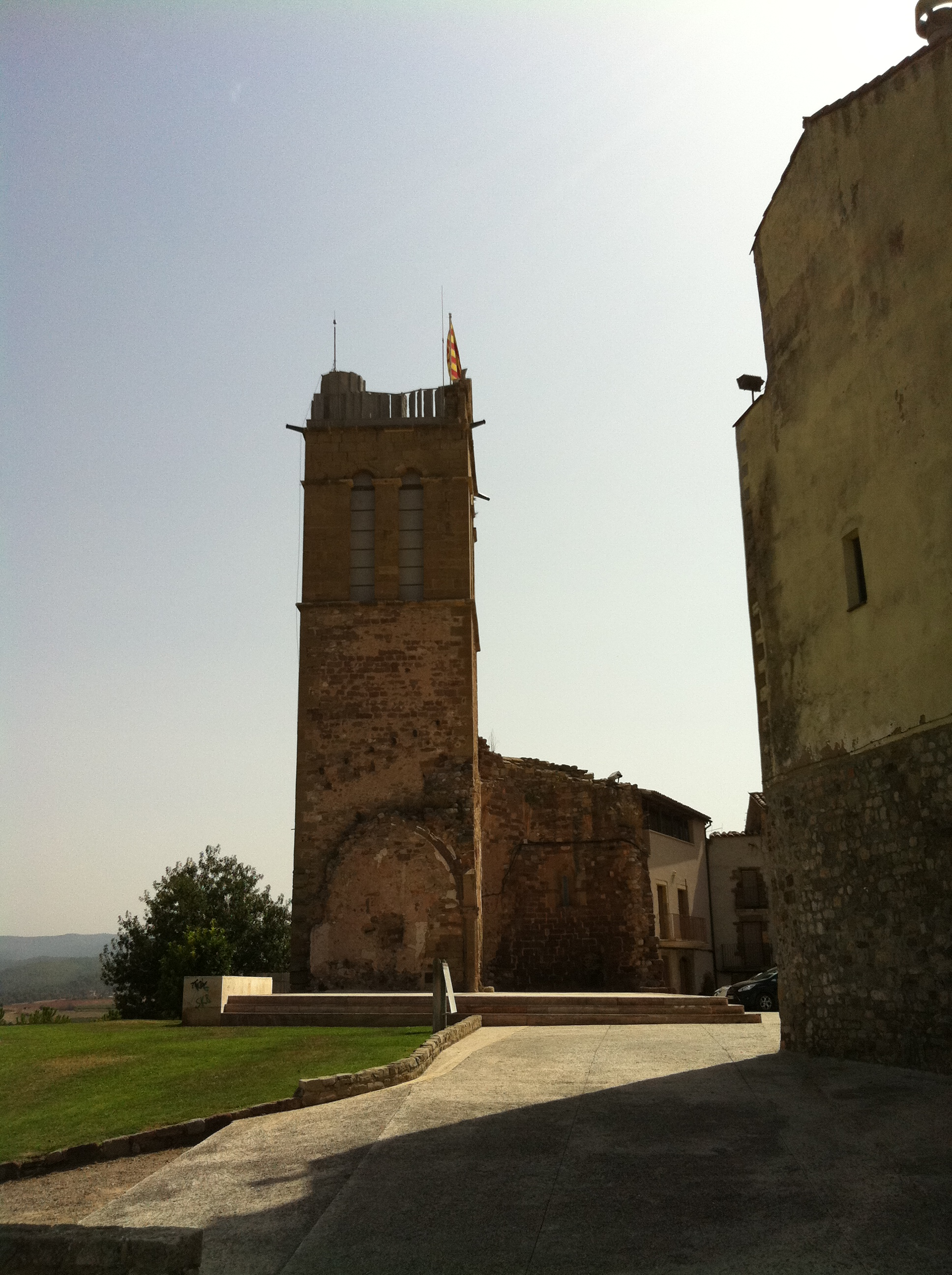
La torre del castell d'Artés data del segle X i va ser propietat dels bisbes de Vic en temps de Froia.

Fruià —apareix amb una diversitat de noms com Fraya, Fruïa, Fruiano, Froilano o Frugifer— fou bisbe de Vic des del 972 fins al 18 d'agost del 992 data de la seva mort.
La data més recent en que apareix Fruià com a bisbe és en la consagració de l'església de Sant Benet de Bages convidat pels monjos i Fruià convidant als bisbes Guisad d'Urgell i Pere de Barcelona amb els que concorregué el vescomte Wadaldo i altres prohoms. També consta com a assistent a la consagració de l'església de Sant Miquel de Cuixà, essent-ne abat Guarin, on assistiren sis bisbes més, l'any 974. Després de la tercera reforma de l'església del monestir de Ripoll, fou de nou consagrada concorrent-hi el Comte Oliba Cabreta amb diversos bisbes el 15 de novembre del 977. Els bisbes foren Miró de Girona, Fruià d'Ausona i Guisad d'Urgell, representat per un enviat.
Hi hagué una certa alteració al bisbat fent que Fruià viatgés a Roma a visitar al Papa per a assegurar els bens de l'església obtenint una butlla amb un privilegi apostòlic on s'hi expressaven les viles, esglésies i llocs del bisbat un per un i després determinant-ne els límits generals de bisbat en possessió perpètua de Fruià i els seus successors a la seu osonenca. Notable és, en opinió de Flórez, la butlla papal emesa per Benet VII en favor d'aquest bisbe i per a protecció d'aquest, segurament posterior al 977 car s'hi cita com a arquebisbe de Narbona a Ermengol i anterior al 984 data de la mort del papa signant. En aquesta butlla es comminava expressament als bisbes de Vic, Barcelona, Girona Urgell i tot aquell que visqués a la Tarraconense que cap contradigués al bisbe Fruià sota pena d'excomunió (exceptuant al Comte Borrell i a la seva muller i fill).
Superada la alteració sobre els dominis del bisbat amb la butlla de Benet VII, Fruià rebé del comte de Barcelona Borrell, la meitat del Castell de Miralles el 4 de gener del 987. Aquesta possessió de Fruià fou efímera, ja que aquell mateix any donà aquella meitat, junt a les seves esglésies, delmes, primícies, terres i vinyes, en feu, a un cavaller dit Énnec Bonfill, que tenia l'altra meitat del Castell, no com a propietari sinó com a usufructuari en nom del Comte de Barcelona veritable propietari de l'altra meitat del castell. El 6 de novembre del 992 donà el fill de Borrell, Ramon Borrell, la meitat del que era propietari al bisbat, reunit de nou la propietat sota un sol tenidor, el bisbat de Vic, restant tanmateix com a usufructuari Énnec la resta de la seva vida. Mort Bonfill rebé Gerard d'Alemany el feu del Castell de Miralles.
El 988 Fruià autoritzà la permuta que els comtes de Barcelona Borrell II i la seva muller Aimeruda i el fill d'aquests Ramon Borrell amb el bisbe d'Urgell Sal·la.
El 990 guanyà el bisbe un judici contra Sinderedo, senyor del Castell de Gurb, pel qual hagué aquest d'empenyorar uns alous que posseïa conjuntament amb la seva muller Matesinda i el seu germà Bonfilio (levita) al terme de Gurb (Comtat d'Osona) posant-los en mans del Bisbe fins a satisfer el deute econòmic contret per la sentència. Al levita Bonfilio, germà de Sindredo, donà sota títol de benefici les esglésies de Gurb, essent propietat del capítol, cosa que amb el temps generaria certes tensions entre els fills de Sindredo i els bisbes.
Al final del seu episcopat el bisbat sofrí la intrusió d'un bisbe anomenat Guadald entre aproximadament el 977 i el 984. Cap als anys 990 el bisbe d'Auch, Otó, sense jurisdicció sobre l'arxidiòcesi de Narbona a la qual pertanyia en aquell temps el bisbat de Vic, s'atreví a consagrar a Guadald com a bisbe de Vic, atropellant tots els cànons per viure encara un bisbe legítim a la diòcesi i per no pertànyer Vic a l'arxidiòcesi d'Auch. En data del 975 Guadald participa d'una venda que li feren Elo i Auria, germanes del bisbe d'Urgell Guisad II, que Villanueva cita d'un document de l'arxiu de l'abadia de Cardona (vinditirces sumus tibi Wadaldo viceschomite episcopo). Hi ha també constància del reconeixement públic de Guadald el 989 quan autoritzà com a testimoni el testament d’Eledemaro — document de l'Arxiu Episcopal de Vic, datada el IV de les calendes d'octubre del tercer any de regnat del rei Hug Capet (990). Els pares d'aquest intrús es deien Gonmaro i Gersindis.
Fruià es queixà a l'arquebisbe de Narbona, no bastant això i havent d'acudir a Roma a l'atenció del Papa Joan XV, resolent-se el litigi a favor de Fruià. Això no fou suficient per a asserenar els ànims de Guadald que decidí resoldre el conflicte eliminant físicament a Fruià, pensant que així tindria via lliure a la càtedra episcopal. A aquest efecte idea un tumult en el que perdé la vida Fruià, un germà seu, un parent i altres molts el 18 d'agost del 996. No obstant això l'elecció subsegüent resolgué triar a Arnulf, favorit del comte de Barcelona Ramon Borrell (fill de Borrell) i del seu germà Ermengol d'Urgell. Guadald fou deposat de la seu de Vic el 997 i en opinió de Villanueva visqué un cert temps més després de ser deposat suposant-ne aquest la mort entre el 1034 i 1039.